# Muscolo bicipite brachiale
Il muscolo bicipite brachiale è il più grande muscolo anteriore del braccio, ed è il più superficiale del braccio. È un muscolo bicipite, cioè formato da due capi: un capo lungo e un capo breve. Il capo lungo origina dal tubercolo sovraglenoideo della scapola, mentre il capo breve origina dal margine mediale del processo coracoideo della scapola. I due capi si riuniscono a livello del terzo medio del braccio e si inseriscono dopo essersi riuniti con un robusto tendine a livello della tuberosità del radio. 
Si tratta di un muscolo del braccio, localizzato nella loggia anteriore, assieme al muscolo brachiale e muscolo coracobrachiale; è antagonista del muscolo tricipite brachiale. Il bicipite brachiale è un muscolo biarticolare in quanto dalla scapola raggiunge il radio, superando due articolazioni, la scapolo-omerale e il complesso articolare del gomito.
Ha diversi ruoli. A origine fissa:
- flessione del gomito e supinazione dell'avambraccio e della mano soprattutto quando l'avambraccio è flesso a 45 gradi

A inserzione fissa, il capo lungo del bicipite:
- stabilizzazione anteriore della testa omerale
- flessione dell'avambraccio sul braccio
- contribuisce all'elevazione del braccio abdotto e ruotato esternamente

## Capi
Capo breve
     Capo lungo

Capo breve
Capo lungo

I due capi del bicipite brachiale sono detti lungo e breve.

### Capo lungo
Origine: tubercolo sopraglenoideo della scapola.
Decorso: all'interno della capsula articolare della spalla, con un lungo tendine che viene avvolto da una guaina formata dalla membrana sinoviale che lo esclude dalla cavità articolare. Il tendine del capo lungo si porta sulla testa dell'omero e decorre poi nel solco bicipitale (intertubercolare), la guaina sinoviale che lo avvolge lo segue fino a questo livello e poi termina. A livello del solco intertubercolare esso è tenuto in sede dal legamento trasverso dell'omero .
Inserzione: tuberosità del radio. Dal margine mediale del tendine di inserzione si stacca una lamina, il lacerto fibroso, che si fonde con la fascia antibrachiale.

### Capo breve
Origine: apice del processo coracoideo della scapola con un tendine vicino a quello del muscolo coracobrachiale.

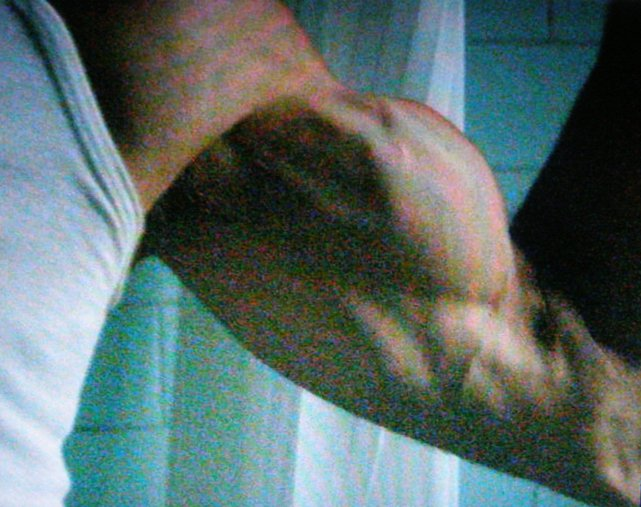
Bicipite brachiale ipertrofico, durante la fase di contrazione concentrica, che si realizza durante la flessione (e rotazione esterna) del gomito.

## Rapporti
Il muscolo bicipite è, assieme al deltoide che vi si trova lateralmente e posteriormente, uno dei muscoli più superficiali della loggia anteriore del braccio.
È in rapporto profondamente in senso cranio caudale con i muscoli coracobrachiale, brachiale e brachioradiale; la faccia profonda è in rapporto col nervo muscolocutaneo; contribuisce a delimitare l'interstizio in cui decorre il fascio vascolonervoso del braccio. Delimita il rilievo centrale della regione anteriore del gomito e delimita il solco laterale e mediale del braccio in cui decorrono rispettivamente la vena cefalica e la vena basilica
Inserzione: tuberosità del radio.

## Vascolarizzazione e innervazione
Il muscolo risulta vascolarizzato dall'arteria brachiale, ramo terminale dell'arteria ascellare; per quanto concerne il ritorno venoso fa capo alle due vene brachiale laterale e mediale.
L'innervazione è data dal nervo muscolocutaneo ramo terminale del plesso brachiale che origina dal tronco secondario laterale dello stesso e si porta nella loggia anteriore del braccio perforando a pieno spessore il muscolo coracobrachiale.

## Azione
L'azione generale del bicipite è quella di flettere l'avambraccio sul braccio, e flettere il braccio sulla spalla. Ha inoltre il compito di supinare il palmo della mano durante la flessione dell'avambraccio grazie al ruolo. Partecipa debolmente all'extrarotazione del braccio. I capi specifici del bicipite brachiale hanno inoltre alcuni compiti diversificati:
- Capo breve: partecipa alla flessione orizzontale, adduzione ed all'intrarotazione del braccio.
- Capo lungo: partecipa all'abduzione del braccio.[3]